# Wiktorija Andrejewna Agalakowa
Wiktorija Andrejewna Agalakowa (russisch Виктория Андреевна Агалакова, wiss. Transliteration Viktoriya Andreevna Agalakova; * 30. August 1996 in Sankt Petersburg) ist eine russische Theater- und Filmschauspielerin.

## Leben
Die Eltern von Agalakowa stammten ursprünglich aus Öskemen, einer Stadt im heutigen Kasachstan. Aufgrund ihrer Hyperaktivität schickte ihre Mutter sie in die St. Petersburg Music Hall, um das damals sechsjährige Mädchen auszulasten. Mit 14 Jahren trat sie dem St. Petersburg Theatre of Musical bei. Ab 2007 übernahm sie verschiedene Kleinstrollen in Filmen und Fernsehserien. Bekanntheit erlangte sie durch Hauptrollen in den Horrorfilmen The Bride und The Mermaid – Lake of the Dead. 2019 verkörperte sie im Spielfilm Vongozero – Flucht zum See und der gleichnamigen Fernsehserie die Rolle der Polina. 2020 war sie in einer der Hauptrollen im Film Wächter der Galaxis zu sehen.

## Filmografie
- 2007: Law of the Mausetrap (Zakon myshelovki/Закон мышеловки) (Mini-Serie, Episode 1x08)
- 2010: Tsvet plameni (Fernsehserie)
- 2010: Proshchay, 'makarov'! (Прощай, 'макаров'!) (Fernsehserie, Episode 1x13)
- 2010: Dyshi so mnoy (Fernsehserie)
- 2010: Doznavatel (Дознаватель) (Fernsehserie, Episode 1x08)
- 2011: Dom u bolshoy reki (Дом у большой реки) (Fernsehserie)
- 2011: Schastlivchik Pashka (Fernsehserie)
- 2011: Reportazh sudby (Репортаж судьбы) (Fernsehfilm)
- 2011: Rasputin – Hellseher der Zarin (Rasputin/Распутин)
- 2011: Dyshi so mnoy 2 (Fernsehserie)
- 2013: Patrul. Vasilevskiy ostrov (Патруль. Васильевский остров ) (Fernsehserie)
- 2014: Kolibel nad bezdnoy (Колыбель над бездной) (Fernsehserie)
- 2014: Biryuk (Бирюк) (Fernsehserie)
- 2015: Takaya rabota (Такая работа) (Fernsehserie, Episode 1x38)
- 2015: Catherine the Great (Velikaya/Великая) (Fernsehserie, 12 Episoden)
- 2015: Chuzhoe gnezdo (Чужое гнездо) (Fernsehserie)
- 2016: Sprosite u oseni (Fernsehserie)
- 2017: The Bride (Nevesta/Невеста)
- 2017: The Bait for the Angel (Nazhivka dlya angela/Наживка для ангела) (Fernsehserie, 16 Episoden)
- 2018: Spisok zhelaniy (Mini-Serie)
- 2018: The Mermaid – Lake of the Dead (Rusalka: Ozero myortvykh/Русалка. Озеро мёртвых)
- 2018: Traces to the Past (Sledy v proshloe/Следы в прошлое) (Mini-Serie)
- 2019: Vongozero – Flucht zum See (Epidemiya. Vongozero/Эпидемия. Вонгозеро)
- 2019: Vongozero – Flucht zum See (Epidemiya/Эпидемия) (Fernsehserie, 8 Episoden)
- 2020: Wächter der Galaxis (Vratar galaktiki/Вратарь галактики)